# PAG1
PAG1‏ (Phosphoprotein membrane anchor with glycosphingolipid microdomains 1) هوَ بروتين يُشَفر بواسطة جين PAG1 في الإنسان.